# AC Viktoria Wien
AC Viktoria Wien was een Oostenrijkse atletiek- en voetbalclub uit de hoofdstad Wenen. De voetbalafdeling van de club was een van de stichtende leden van de Oostenrijkse voetbalcompetitie in 1911/12.

## Geschiedenis
In 1898 werd AC Victoria Wien opgericht, na enkele jaren werd de Engelse c in Victoria geruild voor een meer Duitse k.
Eén jaar na de oprichting werd al het hoogtepunt in de korte voetbalgeschiedenis van de club bereikt met de finale van de Challenge Cup die evenwel verloren werd van First Vienna met 1-4. In 1900/01 mocht de club deelnemen aan de eerste editie van de Tagblatt-Pokal, de voorloper van de huidige competitie maar verzaakte hieraan. In 1901/02 schreef de club zich wel in maar moest startten in de 2de klasse en werd daar laatste.
In de daarop volgende jaren groeide de club zodat de club in 1906/07 in de eerste klasse van de nieuwe competitie van de Österreichische Fußball-Verband (ÖFV) speelde, dit seizoen werd echter onderbroken en niet als officieel erkend.
In 1911/12 nam de club deel aan het allereerste kampioenschap van Oostenrijk. Op 11 april 1911 fuseerde de club met de Wiener Sportvereinigung dat in financiële problemen verkeerde, maar ook Viktoria had deze problemen en na 4 wedstrijden was de club genoodzaakt te fuseren met Vienna Cricket and Football-Club. Cricket was een grote club maar kampte nu zelf met problemen nadat een groot deel van de club zich had afgescheurd om de Wiener Amateure op te richten, de latere succesclub Austria Wien. De 4 gespeelde wedstrijden werden geannuleerd, maar ondanks de bundeling van de krachten werd Vienna Cricketer (de naam van Viktoria ging gewoon verloren) laatste met slechts 2 punten.

## Erelijst
- Challenge Cup
  - Finalist: 1899

## Internationals
- Johann Pollatschek  2 interlands van 1906 tot 1907
- Arthur Preiss 2 interlands in 1909
- Franz Scheu	1 interland in 1909
- Maximilian Wancura	1 interland in 1907